# Čejč (stacja kolejowa)
Čejč – stacja kolejowa w Čejč, w kraju południowomorawskim, w Czechach. Znajduje się na wysokości 180 m n.p.m.
Jest zarządzany przez Správę železnic. Na stacji znajdują się kasy biletowe, na których istnieje możliwość zakupu biletów na wszystkie pociągi w tym międzynarodowe oraz rezerwacji miejsc.

## Linie kolejowe
- 255 Hodonín - Zaječí
- 256 Čejč - Ždánice